# Marian Trojan

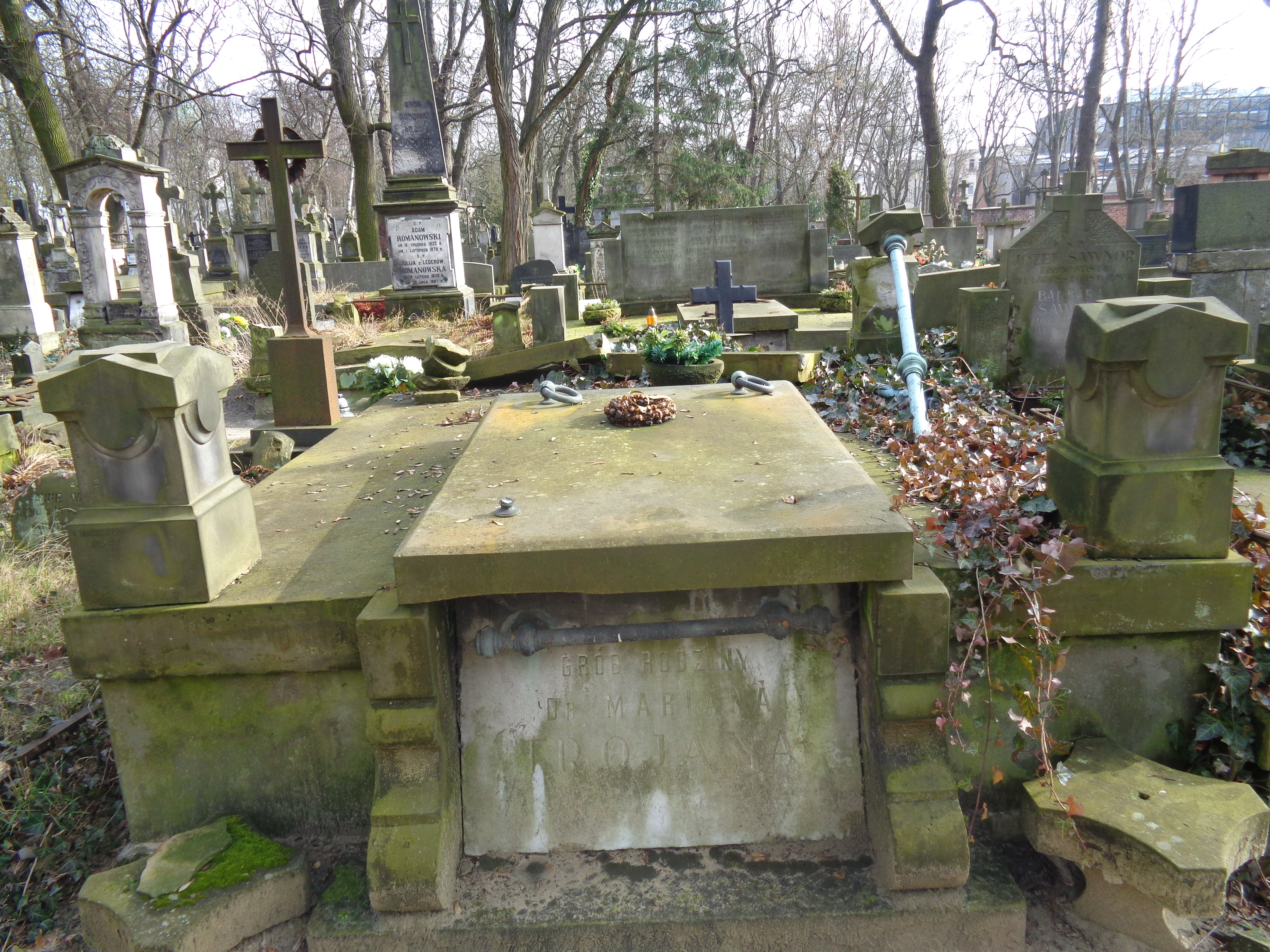
Grób Mariana Trojana na cmentarzu Powązkowskim

Marian Tadeusz Trojan (ur. 14 grudnia 1906 w Radostowie, zm. 8 marca 1967 w Warszawie) – polski aktor teatralny i filmowy, doktor filozofii.

## Życiorys
Był absolwentem gimnazjum w Opatowie a następnie Uniwersytetu Warszawskiego, gdzie w 1934 roku uzyskał tytuł doktora filozofii. Jednocześnie kształcił się w Państwowej Szkole Dramatycznej w Warszawie, którą ukończył w 1933 roku. Występował na scenach teatrów warszawskich (Teatr Comoedia oraz teatry Towarzystwa Krzewienia Kultury Teatralnej), jednocześnie pracując jako nauczyciel historii, m.in. w I Państwowym Gimnazjum i Liceum im. Stefana Batorego w Warszawie (w latach 1934-1939). W latach II wojny światowej był kierownikiem czytelni, biorąc jednocześnie udział w tajnym nauczaniu. Po zakończeniu wojny, w 1945 roku, ponownie podjął pracę nauczyciela w Państwowym Gimnazjum i Liceum im. Stefana Batorego w Warszawie, gdzie pracował do 1952 roku, ucząc historii i prowadząc chór szkolny. Powrócił także do gry aktorskiej, występując na scenach warszawskich: Teatrze Powszechnym (1947), Teatrze Ateneum (1952-1956), Teatrze Polskim (1957) i Teatrze Dramatycznym (1958-1968). Ze względu na swe warunki fizyczne grywał głównie role charakterystyczne. Prowadził również amatorskie zespoły teatralne w szkołach oraz był właścicielem sklepu z dziełami sztuki. W latach 1955–1964 wystąpił w trzech spektaklach Teatru Telewizji. Zajmował się również malarstwem - w 1964 w salach Teatru Dramatycznego została zorganizowana wystawa jego prac.

Zginął, zamordowany we własnym mieszkaniu podczas napadu rabunkowego. Został pochowany na Cmentarzu Powązkowskim (kwatera 30 wprost-6-27/28).
Jego synem jest Jerzy Trojan - reżyser i aktor filmowy.

## Filmografia
- Ludzie Wisły (1938) - bosman Hajnuś
- Zawsze w niedziele (1965)